# アフリカ連合の旗

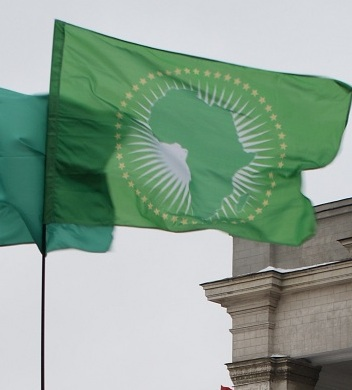
風にたなびく現在の旗。

アフリカ連合の旗（アフリカれんごうのはた、Flag of the African Union）は、緑地にアフリカ大陸が描かれているデザインである。エチオピア出身の米国のアーティストであるヤデサ・ボジアによってデザインされた。

## 概要
旗のデザインは、緑地の中央にアフリカとマダガスカルをはじめとする島嶼が緑地・白縁で描かれている。さらに、白で集中線が描かれ、アフリカを囲むように当時の加盟国数と同じ53個の黄色の星が描かれている。アフリカ連合は、2004年以降、アフリカ統一機構と同じ旗を用いてきたが、2007年のアフリカ連合サミットにおいて、新デザインへの変更が決められ、2010年に採用された。

## 以前の旗

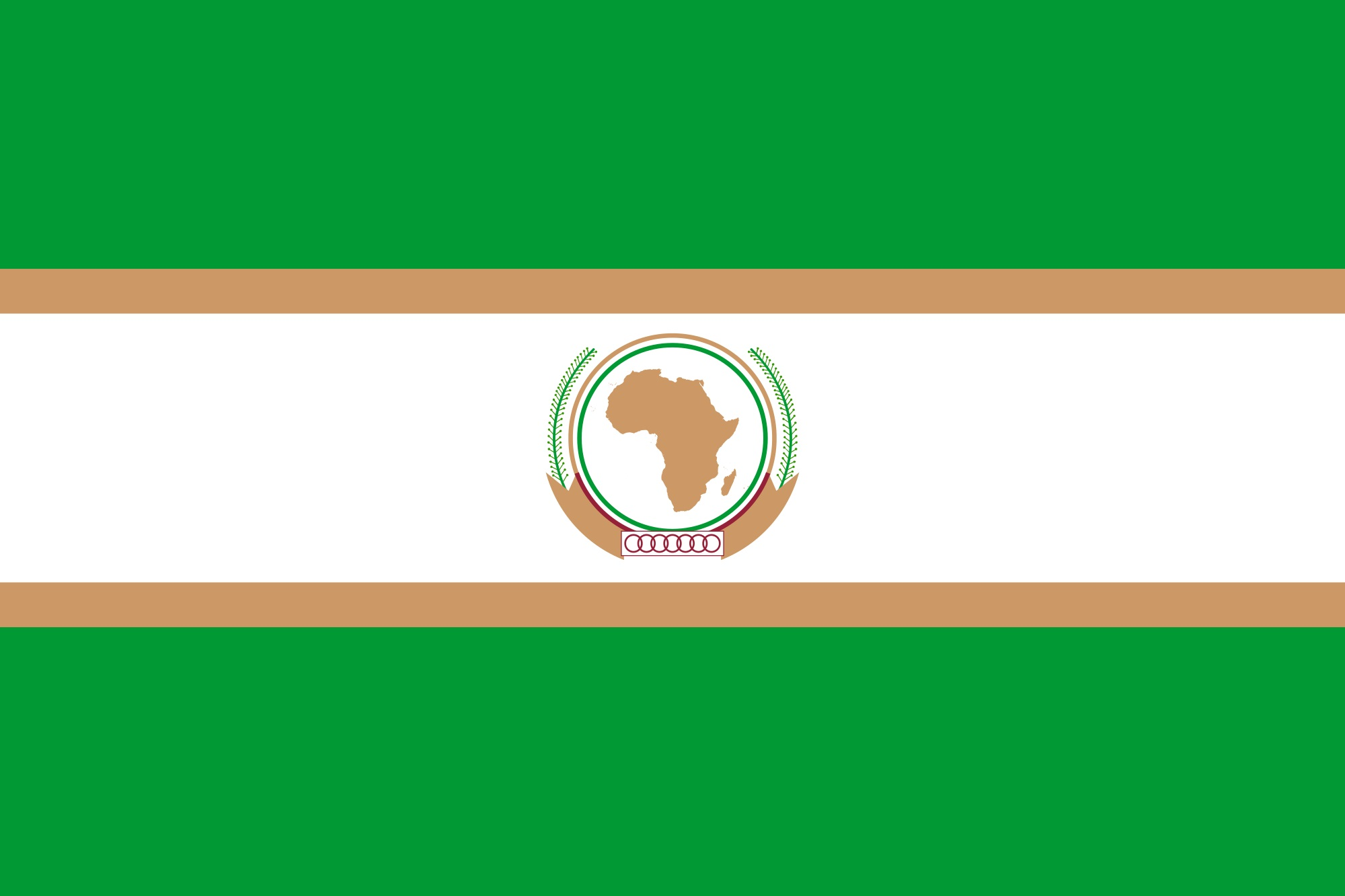
以前の旗。

2010年まで使われていた旗は、金色で縁取られた緑色の太い帯が上下にあり、中央の白い帯の真ん中には、アフリカ連合の紋章が描かれているデザインであった。それぞれの色の象徴は次のとおり。
- 緑色は、アフリカの希望と統合への願望を象徴している。
- 金色は、アフリカの富と明るい未来を象徴している。
- 白色は、世界中と真の友人になりたいというアフリカの純粋な願望を表している。
- エンブレムに使われている赤色は、アフリカの団結と、アフリカの自由のために流された血を象徴している。